# روبرت جوزيف ماكمانوس
روبرت جوزيف ماكمانوس (بالإنجليزية: Robert Joseph McManus)‏ هو كاهن كاثوليكي أمريكي، ولد في 5 يوليو 1951 في بروفيدنس في الولايات المتحدة.